# Stolmakareämbetet
Stolmakareämbetet var i Stockholm ett skrå som samlade de borgare som var stolmakare vilket betyder tillverkning av sittmöbler.

## Historia
Före 1600-talets mitt tillverkades alla slags möbler av snickare inom Snickareämbetet. När behovet av lösa sittmöbler ökade utvecklades en specialisering inom snickaryrket och särskilda stolmakare uppstod som en egen hantverksgrupp. Stolmakareämbetet i Stockholm bildades 1664. På 1680-talet omfattade ämbetet fem mästare, sju gesäller och en lärling. Närmare 100 år senare fanns det sju mästare, nio gesäller och åtta lärlingar. I samband med skråväsendets upplösning 1846 upphörde Stolmakareämbetet.

## Åldermän[1]
- Johan Gothart - 1689
- Johan Andersson Brunner
- Mattias Meling - 1745
- Jan Östman - 1755
- Olof Höglander - 1760
- Alexander Thunberg
- Johan Erik Höglander - 1780
- Ephraim Ståhl - 1794-1820
- Erik Öhrmark
- Elias Emanuel Palm
- Melchior Lundberg den yngre
- Johan Petter Grönvall
- Petter Robert Sahlberg